# Ахмед Калиграф
Свети Ахмед Калиграф (умро 3. маја 1682) је хришћански светитељ и мученик. Рођен је у 17. веку, у муслиманској породици у Цариграду. Радио је као секретар у служби главног писара Отоманског царства.У Отоманском царству је био веома утицајан човек.
Пошто је био неожењен Ахмед је узео за конкубину хришћанску робињу, што је било у складу са исламским законом и обичајима тог времена. Робиња је била православна Рускиња. Пошто је била веома побожна, Ахмед јој је дозволио да, заједно са још једном старијом робињом, слободно исповеда православну веру и да одлази у православну цркву. Робиње су редовно одлазиле у цркву, а временом је Ахмед почео да се интересује за њихову веру. Посебно га је заинтересовало то што је осећао леп мирис из уста конкубине када се враћала из цркве.
Једном када се вратила из цркве питао ју је шта једе у цркви када се осећа тако леп мирис, на шта му је она рекла да једе само нафору и пије свету водицу. То га је још више заинтересовало, тако да је тражио од једног свештеника да му сачува неко скривено место у цркви да посматра литургију коју је требало да служи патријарх Јам I. Свештеник му је то омогућио тако да је Ахмет скинуо своју одећу и свој бели турбан који је био симбол муслимана и обукао хришћанску одећу и плави турбан који је био намењен за хришћане. У хришћанској традицији се спомиње да је Ахмед тада видео патријарха како хода не додирујући земљу и носи путир у руци. Када је патријарх благословио народ, са путира су избијали зраци светлости и почели да падају на главе свих присутних хришћана, само на Ахмедову нису.
Због овог догађаја је одлучио да постане хришћанин и крстио се у православној цркви. Тада је почео да упражњава веру у тајности пошто би исповедањем вере изгубио не само имање, већ и живот, пошто би према отоманским законима био отпадник од вере и следила би му смртна казна. Међутим временом су Турци почели да сумњају у његову оданост исламу. Када је једном приликом упитан шта је најбоља ствар на свету Ахмед је одговорио да је највеће од свега у свету вера хришћанска и да је Бог хришћана највећа ствар на свету и све остале ствари су бледе у поређењу са Богом. Након ове изјаве присутни су почели да га туку и предали су га властима.
Након неког времена је изведен пред главног судију. Пред њим је Ахмед потврдио да је примио православну веру после откровења, и да се нада свим срцем да ће и они схватити обману ислама. Разјарен главни судија га је бацио у тамницу и наредио да га оставе без хране и воде шест целих дана.
Када се по други пут појавио пред судијама Ахмед је изјавио да га је пост довео до прочишћења и да му је Исус Христос открио најдубље мистерије Вере, толико јако потврђујући његове ставове да би судији било лакше да издроби камење или прави ватру рукама него да промени његово мишљење. Након тога је изведен пред султана лично где му је запрећено одсецањем главе. Ахмед је одговорио да би таква казна била највећа радост за њега. Султан је одмах изрекао смртну казну тако да је Ахмед посечен 3. маја 1682. године. Уписан је у светитеље под именом Христодулос.
Његово тело је бачено на обале Босфора а у хришћанској традицији се помиње да је место где је бачен неко време после тога светлело натприродном светлошћу.
Српска православна црква слави га 24. децембра по црквеном, а 6. јануара по грегоријанском календару.